# Піщані відклади Піузи
Піщані відклади Піузи (ест. Piusa liivamaardla) — алювіальні відклади в долині річки Піуза, родовища піску національного значення в Естонії. Розташовані в районі села Піуза волості Орава повіту Пилвамаа.